# Explorer 8
Explorer 8 war ein Satellit der USA, der am 3. November 1960 im Rahmen des Explorer-Programms erfolgreich gestartet wurde. Der ursprüngliche Explorer 8 ging am 23. März 1960 aufgrund eines Versagens der Trägerrakete verloren und bekam den Namen S-46. Deswegen wurde ein Ersatz-Satellit gebaut.

## Start
Der Satellit wurde am 3. November 1960 mit einer Trägerrakete des Typs Juno II von der Startrampe LC-26B der Cape Canaveral Air Force Station gestartet.

## Mission
Explorer 8 wurde von der NASA in einen elliptischen Erdorbit gebracht. Bei einer Bahnneigung von 33,24° erreichte Explorer 8 ein Apogäum (größter Abstand) von 2288 km und ein Perigäum (kleinster Abstand) von 417 km. Die Umlaufzeit betrug 112 Minuten und 42 Sekunden.
Missionsziel war die detailliertere Erforschung der Ionosphäre mit dem Schwerpunkt der Messung von Elektronendichte, Elektronentemperatur, die Ionenkonzentration, die Ionenmasse, die Streuung und Verbreitung von Mikrometeoriten sowie deren Masse. Mit diesen Messungen sollte die zeitliche und räumliche Verteilung der Elektronen und der Mikrometeoriten analysiert werden, wobei auch die Begleitumstände wie volle Sonneneinstrahlung Berücksichtigung fanden.
Die Nutzlast fand Platz in einer zylindrischen Kapsel, deren Außenhaut aus Aluminium bestand. Der Zylinder war 76 cm lang und hatte einen Durchmesser von ebenfalls 76 cm. Der zur Datenübertragung mitgeführte Transmitter hatte eine Leistung von 100 mW und wurde von einer Quecksilberoxid-Zink-Batterie gespeist.
Das Gewicht der Instrumente betrug 8,4 kg. Die Instrumentensektion am vorderen Ende des Satelliten und die abgebrannte vierte Stufe der Rakete umrundeten die Erde als eine Einheit, die sich 750-mal in der Minute um ihre Längsachse drehte. Auf Solarzellen wurde verzichtet, um die Experimente durch die Aufladung der Solarzellen nicht zu beeinflussen.
Zu den Messinstrumenten gehörten eine Sonde zur Messung von Widerständen, eine Ionenfalle, eine Langmuir-Sonde, eine Sonde zur Spannungsbremsung, zwei Mikrometeoritendetektoren, ein Messgerät für Elektrostatik und eine Temperatursonde.

## Verbleib des Satelliten
Am 27. Dezember 1960 war die Batterie erschöpft. Explorer 8 umkreiste bis zum 28. März 2012, 01:14 UTC, die Erde. Dann trat der Satellit wieder in die Erdatmosphäre ein und dürfte vollständig verglüht sein. Die Absturzkoordinaten lauten 16.8° S/73.2° W.